# Urał (Kraj Krasnojarski)
Urał (ros. Урал) – osiedle w Rosji, w Kraju Krasnojarskim, w rejonie rybińskim. W 2010 liczyło 1832 mieszkańców.